# ときわ (補給艦)
ときわ（ローマ字：JS Tokiwa, AOE-423）は、海上自衛隊の補給艦。とわだ型補給艦の2番艦。艦名は常盤池（通称「常盤湖」）に由来する。旧海軍の浅間型装甲巡洋艦「常盤」、防衛庁実験艇「ときわ」に続いて、日本の同名（同音）艦艇としては3代目。
本記事は、本艦の艦歴について主に取り扱っているため、性能や装備等の概要についてはとわだ型補給艦を参照されたい。

## 艦歴

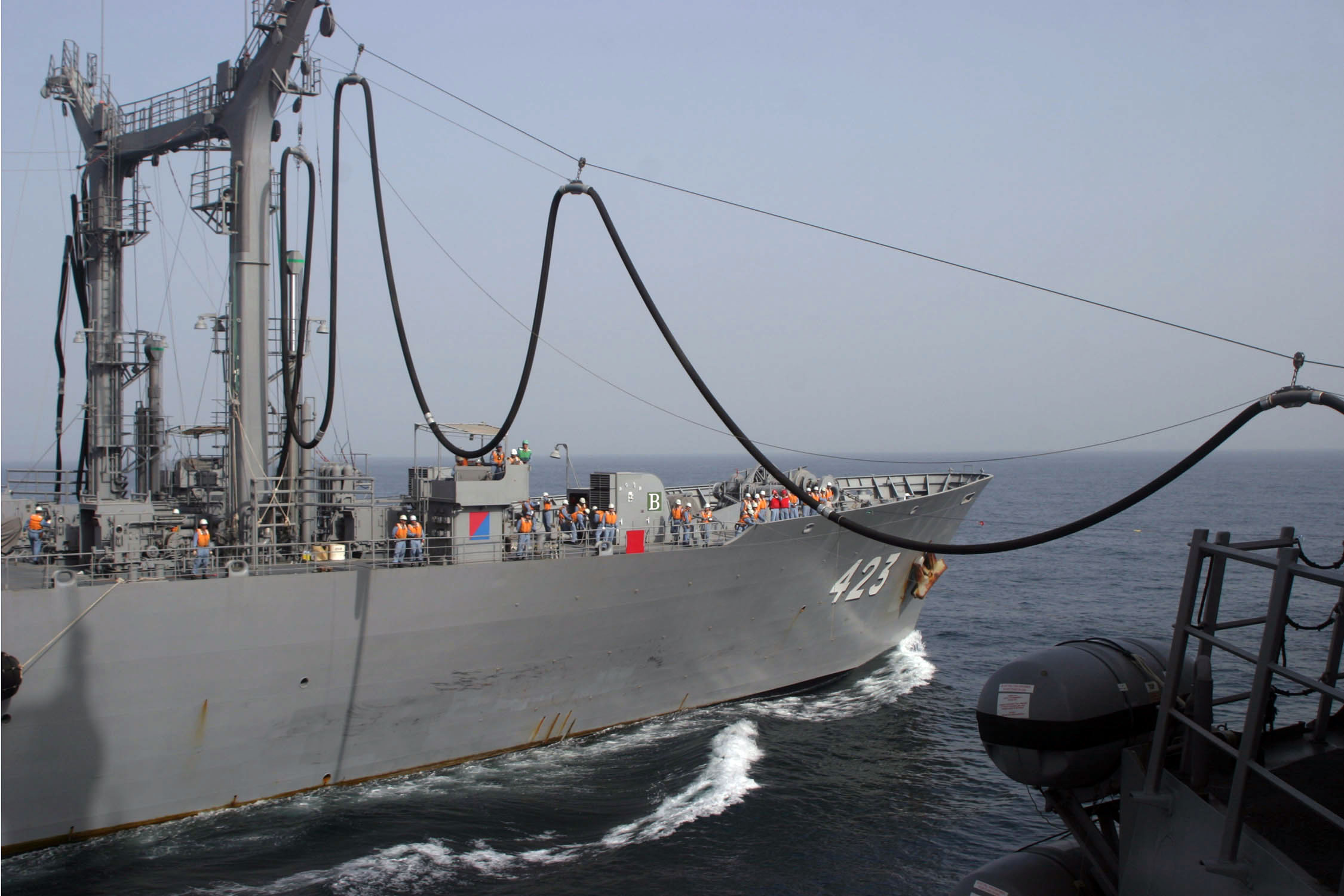
アメリカ海軍のミサイル駆逐艦「ディケーター」へ燃料補給を行う補給艦「ときわ」

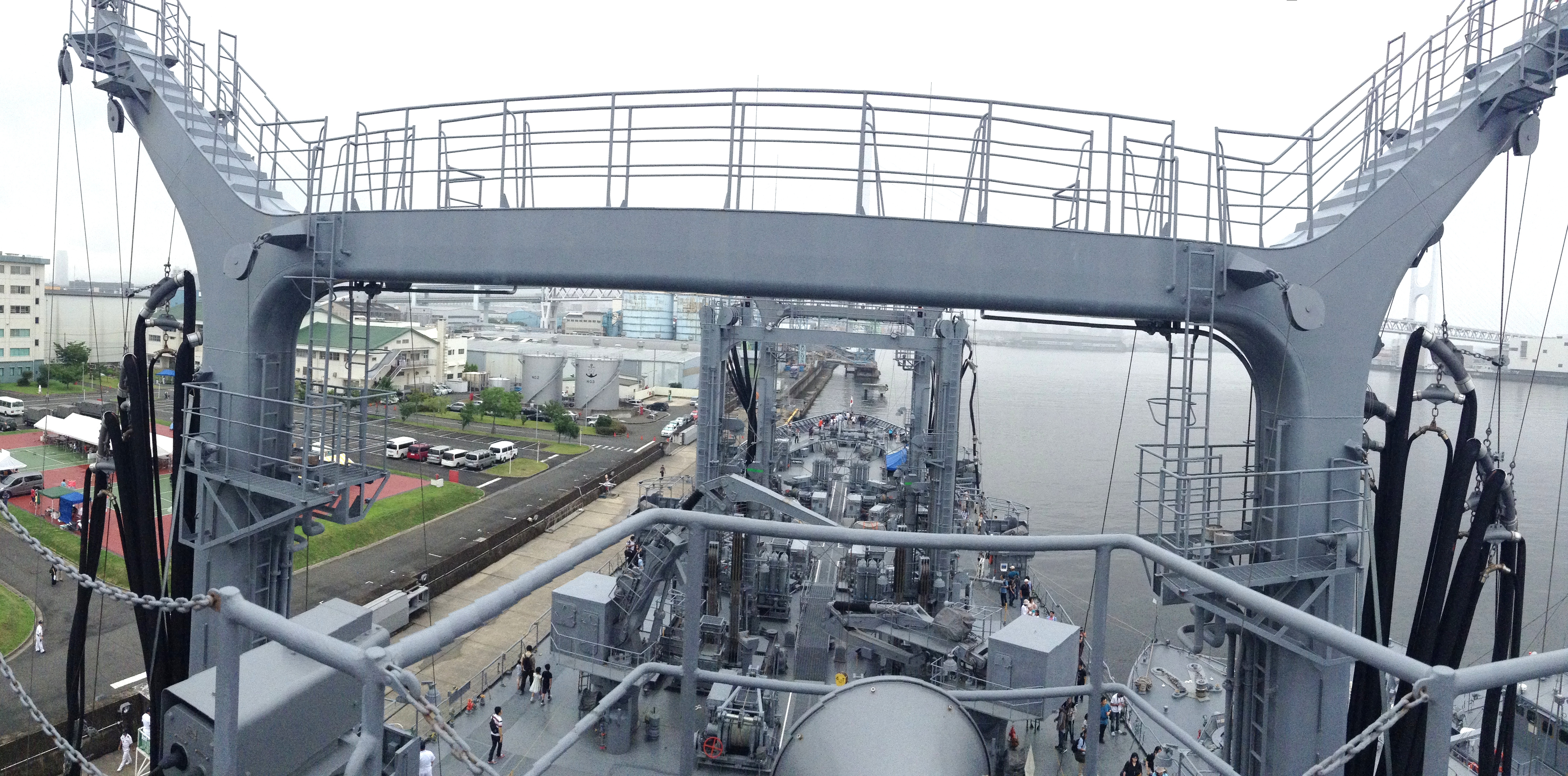
艦橋上からの眺め

「ときわ」は、中期防衛力整備計画に基づく昭和62年度（1987年度）計画8,100トン型補給艦4013号艦として、石川島播磨重工業東京工場で1988年5月12日に起工され、1989年3月23日に進水。1990年3月12日に就役し、自衛艦隊に直轄艦として編入され、横須賀基地（神奈川県）に配備された。
1991年4月26日、湾岸戦争に伴うペルシャ湾掃海派遣部隊所属艦として、掃海母艦「はやせ」、掃海艇「あわしま」「さくしま」「ゆりしま」「ひこしま」とともに横須賀を出港し、ペルシャ湾で機雷掃海任務に従事する艦艇の補給任務等に従事する（自衛隊ペルシャ湾派遣）。この時、自衛隊員と日本国内の家族との連絡のために「海上自衛隊ときわ船内郵便局」が設置された。海上自衛隊の艦艇内に船内郵便局が設置されたのは南極地域観測隊の輸送・研究任務のために運用されている砕氷艦しらせを除きこの時が初めてであり、船内郵便局の消印欲しさに激励手紙が送られる事態となり、寄港時を見計らって未使用切手に消印を押してもらおうとする業者もあった。
1994年、護衛艦「くらま」「さわかぜ」「はたかぜ」「こんごう」「あさぎり」「ゆうぎり」「はまぎり」「あまぎり」および潜水艦「たけしお」と共に環太平洋合同演習(RIMPAC)に参加。
1994年6月24日、護衛艦隊に直轄艦として編入された。
1999年9月23日、トルコ北西部地震の被災者救援のため
国際緊急援助隊法に基づき輸送艦「おおすみ」、掃海母艦「ぶんご」と共にトルコ共和国派遣海上輸送部隊を編成。
神戸港よりトルコ共和国イスタンブールに向け仮設住宅の輸送を実施する。
平均速力18kt（約33km/h）で連続23日間という当時海上自衛隊史上最長の長距離連続航海を行った。
2001年11月25日、テロ対策特別措置法に基づき、護衛艦「さわぎり」とともにインド洋に向けて呉基地（広島県）を出港する。
2002年2月12日、テロ対策特別措置法に基づき、護衛艦「はるな」「さわかぜ」と共にインド洋に派遣。同年6月まで任務に従事し、8月7日帰国した。
2002年11月25日、テロ対策特別措置法に基づき、インド洋に派遣。翌2003年3月9日にフランス海軍への燃料補給を開始。3月11日にニュージーランド海軍への燃料補給を開始。3月20日にイタリア海軍への燃料補給を開始。この日にイラク戦争が開戦する。3月28日にオランダ海軍への燃料補給を開始。4月5日にギリシャ海軍への燃料補給を開始。4月6日にカナダ海軍への燃料補給を開始。4月8日にスペイン海軍への燃料補給を開始。同年4月まで任務に従事し、5月20日帰国した。
2003年10月28日、テロ対策特別措置法に基づき、護衛艦「ひえい」「あけぼの」と共にインド洋に派遣。2004年3月まで任務に従事し、4月22日帰国した。
2004年12月26日に発生したスマトラ沖地震の被災地援助の為、国際緊急援助隊派遣法に基づき護衛艦「くらま」、輸送艦「くにさき」とともに派遣され、援助物資の輸送などの救援活動を実施した。
2005年11月14日、テロ対策特別措置法に基づき、護衛艦「きりさめ」と共にインド洋に派遣。2006年3月まで任務に従事し、4月23日帰国した。
2006年4月3日、護衛艦隊隷下に第1海上補給隊が新編され編入された。
2007年7月13日、テロ対策特別措置法に基づき、護衛艦「きりさめ」と共にインド洋に派遣。11月2日、根拠法であるテロ対策特別措置法は延長されず期限切れにより失効。展開中の全部隊は撤収、11月23日帰国した。
2009年3月16日、新テロ特措法に基づき、護衛艦「あけぼの」と共にインド洋へ向けて出航、9月1日帰国。
2011年3月11日、東北地方太平洋沖地震（東日本大震災）の発生による災害派遣のため横須賀を出港する。3月13日には搭載ヘリコプターが、アメリカ海軍空母「ロナルド・レーガン」の搭載ヘリコプター2機とともに非常食3万食を、被災地である宮城県気仙沼市に輸送した。
2011年10月31日、横須賀基地に停泊中、油流出事故が発生。横須賀港務隊等が出動してオイルフェンスを張るなどして油を回収した。流出元は、機関室の発電機と見られている。
2012年1月7日、横須賀基地に停泊中の20時40分ごろに火災事故が発生。海上自衛隊による防火部署（応急班）での対処に加え、横須賀市消防局が出動して消火した。火元は、機関室の発電機とみられている。負傷者は出なかった
。
2018年4月27日と28日、関東南方海域において護衛艦「すずなみ」、P-3C及び潜水艦とともに英海軍との共同訓練に参加する。主要訓練項目は対潜戦訓練、模擬洋上給油訓練、航空機相互発着艦訓練、戦術運動等。英海軍からはフリゲート「サザーランド」が参加した。
2018年9月に艦内で3等海尉の男性が自殺し、乗員約140名へのアンケート調査により、艦長などの複数の上官によるパワーハラスメントの疑いがあるとされ、同年12月18日に護衛艦隊司令部に事故調査委員会が置かれる。艦長は同月27日付の人事異動で護衛艦隊司令部付とされた。
2019年3月20日深夜、東シナ海の公海上（上海の南約410kmの沖合）で北朝鮮船籍のタンカー「YU SON（ユソン）号」（IMO番号：8691702）と船籍不明の小型船舶が、国連安保理決議で禁止されている「瀬取り」とみられる作業を行っていたことを確認した。
なお「YU SON号」は、2018年3月に国連安保理北朝鮮制裁委員会から資産凍結・入港禁止の対象に指定された船舶であり、同日午前にも別の船舶と瀬取り行為を行っているのを海上自衛隊第15護衛隊所属の護衛艦「おおよど」が現認している。
2020年1月12日未明、東シナ海の公海上（上海の東約240kmの沖合）で北朝鮮船籍のタンカー「CHON MA SAN（チョンマサン）号」（IMO番号：8660313）と船籍不明の船舶が、接舷した上で蛇管（ホース）を接続し国連安保理決議で禁止されている「瀬取り」とみられる作業を行っていたことを確認した。
なお「CHON MA SAN号」は、2018年3月に国連安保理北朝鮮制裁委員会から資産凍結・入港禁止の対象に指定された船舶である。
2021年6月23日から24日にかけて、関東南方海域において護衛艦「きりしま」、「まや」、「はぐろ」とともに米海軍駆逐艦「マスティン」と日米共同訓練を実施した。
同年9月3日10時頃、久米島の北西約170ｋｍの海域において、同海域を南進する中国海軍ルーヤンⅢ級ミサイル駆逐艦1隻を確認、同日19時頃には、久米島の北西約190ｋｍの海域において、同海域を南進する中国海軍ソブレメンヌイ級ミサイル駆逐艦1隻を確認した。
その後、これらの艦艇が、沖縄本島と宮古島との間の海域を南下し、太平洋に進出したことを確認した。
また、9月5日、これらの艦艇が、同海域に所在する中国海軍ルーヤンⅡ級ミサイル駆逐艦と合流し、台湾と与那国島との間の海域を北上し、東シナ海へ向けて航行したことを確認した。
この間、第11護衛隊所属の護衛艦「あまぎり」、第46掃海隊所属の掃海艇「くろしま」及び第5航空群所属P-3C哨戒機と共同し、所要の情報収集・警戒監視を行った。
同年9月4日、東シナ海において米海軍駆逐艦「バリー」と日米共同訓練（ILEX21-4）を実施した。
2023年7月28日、紀伊半島南東海域において米海軍駆逐艦「ベンフォールド」と日米共同訓練（ILEX23-4）を実施した。
2024年7月28日、東シナ海においてカナダ海軍フリゲート「モントリオール」と日加共同訓練を実施した。訓練項目は洋上補給。同年8月23日から9月2日にかけて、グアム島周辺海空域において護衛艦「ありあけ」」（IPD24第2水上部隊）、潜水艦（IPD潜水艦部隊）とともに米国主催多国間共同訓練（PACIFIC VANGUARD24）に参加した。米海軍駆逐艦「デューイ」、 補給艦「リチャード・E・バード」、P-8A、EA-18G、韓国海軍駆逐艦「イ・スンシン」、カナダ海軍フリゲート「バンクーバー」が参加し、各種戦術訓練（ミサイル射撃訓練、対潜戦訓練、対水上戦訓練、洋上補給等）、PHOTOEXを実施した。
2025年6月8日、本州南方海域において、米沿岸警備隊巡視船「ストラットン」と日米共同訓練（ILEX25）を実施した。訓練項目は洋上補給。
現在、護衛艦隊第1海上補給隊に所属（定係港は横須賀）。

### 歴代艦長
| 代 | 氏名       | 在任期間               | 出身校・期        | 前職                                      | 後職                                      | 備考                            |
| -- | ---------- | ---------------------- | ----------------- | ----------------------------------------- | ----------------------------------------- | ------------------------------- |
| 01 | 寺西 弘    | 1990.3.12 - 1991.3.19  |                   | ときわ艤装員長                            | 横須賀地方総監部監察官                    |                                 |
| 02 | 両角良彦   | 1991.3.20 - 1992.8.2   | 長崎大・ 13期幹候 | くらま艦長                                | 第2海上訓練指導隊司令                     | 就任時2等海佐 1991.7.1、1等海佐 |
| 03 | 牧山 元    | 1992.8.3 - 1994.8.29   | 防大7期           | 誘導武器教育訓練隊司令                    | 横須賀地方総監部監察官                    |                                 |
| 04 | 林 勝彦    | 1994.8.30 - 1996.3.31  | 21期幹候          | くらま艦長                                | 海上自衛隊第1術科学校生徒部長             |                                 |
| 05 | 谷津憲治   | 1996.4.1 - 1997.12.7   | 東海大・ 22期幹候 | はるな艦長                                | 第31護衛隊司令                            |                                 |
| 06 | 江崎一洋   | 1997.12.8 - 1999.3.28  | 防大15期          | 自衛艦隊司令部                            | 海上自衛隊第1術科学校生徒部長             | 就任時2等海佐 1998.7.1、1等海佐 |
| 07 | 西田利雄   | 1999.3.29 - 2000.3.29  | 防大16期          | たちかぜ艦長                              | 技術研究本部第5研究所 海上試験室長        |                                 |
| 08 | 鈴木英隆   | 2000.3.30 - 2001.3.26  | 防大18期          | 技術研究本部技術開発官 （誘導武器担当）付 | 開発指導隊群司令部                        |                                 |
| 09 | 池田泰博   | 2001.3.27 - 2002.9.19  | 防大20期          | ねむろ艦長                                | 横須賀基地業務隊補充部付                  | 2等海佐                         |
| 10 | 藤田民雄   | 2002.9.20 - 2003.7.31  | 防大14期          | 呉地方総監部監察官                        | 自衛艦隊司令部                            |                                 |
| 11 | 川井信良   | 2003.8.1 - 2005.3.31   | 防大17期          | 海洋業務群司令部幕僚                      |                                           | 2等海佐                         |
| 12 | 吉田 明    | 2005.4.1 - 2006.7.2    | 防大21期          | こんごう艦長                              | 誘導武器教育訓練隊司令                    |                                 |
| 13 | 菅原貞眞   | 2006.7.3 - 2008.3.25   | 防大20期          | 艦艇開発隊開発部長                        |                                           | 2等海佐                         |
| 14 | 高森安生   | 2008.3.26 - 2009.9.30  | 防大23期          | さざなみ艦長                              | 東京業務隊付                              | 2等海佐                         |
| 15 | 高橋政則   | 2009.10.1 - 2011.12.4  |                   | にちなん艦長                              |                                           | 2等海佐                         |
| 16 | 水谷宗和   | 2011.12.5 - 2013.10.10 |                   | 護衛艦隊司令部付                          | 横須賀基地業務隊付                        | 2等海佐                         |
| 17 | 内藤裕之   | 2013.10.11 - 2015.4.19 | 防大29期          | 横須賀海上訓練指導隊砲雷科長              | 東京業務隊付                              | 2等海佐                         |
| 18 | 鈴木雅博   | 2015.4.20 - 2017.1.11  | 防大29期          | 呉海上訓練指導隊副長 兼 指導部長          | 海上自衛隊幹部学校運用教育研究部 学校教官 | 2等海佐                         |
| 19 | 高木征教   | 2017.1.12 - 2018.12.26 |                   | 海上自衛隊幹部学校教育研究部 学校教官     | 護衛艦隊司令部付                          | 2等海佐                         |
| 20 | 斎藤 貴    | 2018.12.27 - 2020.5.12 | 防大32期          | 護衛艦隊司令部幕僚 兼 自衛艦隊司令部      |                                           | 2等海佐                         |
| 21 | 斎藤夕祈雄 | 2020.5.13 - 2022.2.17  | 防大34期          | 誘導武器教育訓練隊教育部長 兼 学生隊長    | 横須賀基地業務隊司令                      | 2等海佐                         |
| 22 | 奥村博隆   | 2022.2.18 - 2023.8.27  | 防大36期          | 護衛艦隊司令部                            |                                           | 2等海佐                         |
| 23 | 松尾 巧    | 2023.8.28 - 2025.3.20  | 防大35期          | 佐世保海上訓練指導隊副長                  |                                           | 2等海佐                         |
| 24 | 米田 剛    | 2025.3.21 -            | 防大37期          | 大湊地方総監部監察官                      |                                           | 2等海佐                         |